# زهير جرانة
زهير جرانة (1958) هو وزير السياحة والآثار المصري خلال فترة (يناير 2006) حتي (يناير 2011).

## نشأته
- بكالوريوس السياحة من جامعة حلوان 1981
دخل مدرسة سان جورج

## عمله
-عضو باللجنة الاقتصادية بالحزب الوطني.
-عضو بمجلس إدارة هيئة الاستثمار.
- تم اختياره معاوناً لوزير السياحة أحمد المغربي، قبل أن يتولى منصب وزير السياحة.
وزير السياحة المصري يناير 2006 – يناير 2011.
وكان زهير جرانه بوصفه من المخضرمين في صناعة السياحة والسفر في مصر يجلب معه معرفة وخبرة واسعة في المجال تربو على 25 عاماً
وقد أسس مجموعة شركات جرانه للسياحة في عام 1979 حيث عمل على تنمية حجم أعمالها حتى أصبحت تكتل ضخم وذو ثقل في مجال السياحة والسفر في مصر، وكللت جهوده بتوليه منصب رئيس مجلس إدارة المجموعة منذ عام 1985 حتى غادر القطاع الخاص لتولى المنصب العام في نوفمبر 2004.
وقد عين جرانه في عام 2002 عضواً في مجلس إدارة غرفة شركات ووكالات السياحة والسفر التابعة للاتحاد المصري للغرف السياحية تقديراً لإسهاماته المشهود لها في نمو وتطور هذه الصناعة.
وقبل تعيينه وزيراً للسياحة في يناير 2006 تولى جرانه عدة مناصب عليا في الحكومة ويشمل ذلك منصب معاون وزير السياحة من نوفمبر 2004 حتى ديسمبر 2005. وقد كان جرانه خلال نفس الفترة عضواً في مجلس إدارة الهيئة العامة للاستثمار والمناطق الحرة، وعضواً في اللجنة الاقتصادية بالحزب الوطني الديمقراطى.
شغل زهير جرانه منصب وزير السياحة في الفترة من يناير 2006 إلى يناير 2011. وخلال السنوات الخمس لفترة ولايته أصبح قطاع السياحة في مصر دعامة أساسية للاقتصاد المصري؛ حيث شهد عدد السائحين الوافدين إلى البلاد زيادة ملحوظة تجاوزت 80% إذ ارتفع العدد من 8,6 مليون سائح في ديسمبر 2005 إلى 14,7 مليون سائح في عام 2010. وارتفعت الإيرادات السياحية من 6,8 مليار إلى 12,5 مليار دولار أمريكي خلال ذات الفترة على الرغم من الأزمة المالية الطاحنة التي ضربت العالم في الربع الأخير من عام 2008. وعندما ترك جرانه منصبه في يناير 2011 كانت السياحة قد أصبحت القطاع الاقتصادى الأفضل أداء في مصر بفضل ما تسهم به من 11.3 ٪ من إجمالي الناتج المحلى، و 19.3 ٪ من حصيلة النقد الأجنبي، و 39.8 ٪ من إجمالي صادرات الخدمات، و 6 ٪ من الدخل الإجمالي لضريبة المبيعات، و 24 ٪ من الدخل الإجمالي لضريبة مبيعات قطاع الخدمات، و 4 ٪ من إجمالي الاستثمارات المنفذة، و 13 ٪ من حجم الاستثمارات في قطاع الخدمات، و 12.6 ٪ من القوى العاملة.
وقد تم اختيار زهير جرانه لرئاسة لجنة الأزمات بمنظمة السياحة العالمية في أكتوبر 2008، وتم إعادة انتخابه بالإجماع من قبل الجمعية العامة لمنظمة السياحة العالمية لرئاسة اللجنة للعام الثاني على التوالى. وخلال فترة برئاسته تمت صياغة أول «خريطة طريق للتعافى من الأزمة» حيث تضمنت الوثيقة مجموعة من المبادئ الإرشادية الإستراتيجية المرتكزة إلى ثلاثة محاور عمل متشابكة فيما بينها: المرونة، التحفيز، والتحول إلى الاقتصاد الأخضر؛ وذلك من أجل دعم الاقتصاد العالمي وقطاع السياحة.
وفى أبريل 2009 نجح زهير جرانه في الحصول لقطاع السياحة المصري على صفة المراقب الدائم في لجنة السياحة التابعة لمنظمة التعاون الاقتصادى والتنمية، مما يجعل مصر أول دولة في الشرق الأوسط وأفريقيا تصل إلى هذا الموضع في مجال السياحة.
وقد انصب الهدف الرئيسى لزهير جرانه خلال فترة ولايته على الاهتمام بتنمية الموارد البشرية لصناعة السياحة، وهو الهدف الذي آمن بأنه حجر الزاوية والعامل الأكثر أهمية للحفاظ على السياحة المصرية ونموها. وفي يونيو 2010 قام بتوحيد وتنسيق كافة الجهود المبذولة في مجال التعليم والتدريب وتنمية المهارات من خلال إنشاء أول مجلس قومى في مصر لتنمية الموارد البشرية في القطاع السياحى "IMTIAZ".

## التجارة
- مالك وعضو منتدب لشركة جرانة للسياحة وهي من الشركات الكبرى التي تمتلك فنادق وفنادق عائمة.

## ثورة 25 يناير
تم الحكم عليه في 11 مايو 2011 بالسجن 5 سنوات في قضية بيع أرض لرجل الأعمال هشام الحاذق ورجل الأعمال الاماراتى حسين السجوانى، وكان البيع قد تم بالأمر المباشر، وكانت مساحة الأرض 20 مليون متر مربع على ساحل البحر الأحمر، مما أهدر على الدولة مليارات الجنيهات وتمت تبرئته في 16 مارس 2013 من تهمة الاستيلاء على أراضي الدولة في الغردقة والعين السخنة.

## متفرقات
زهير جرانة حاصل على الجنسية البريطانية.